# Saint-Chamond
 Saint-Chamond  es una población y comuna francesa, situada en la región de Ródano-Alpes, departamento de Loira, en el distrito de Saint-Étienne. 

## Demografía
| 5 416 | 4 977 | 5 800 | 5 988 | 8 204 | 9 001 | 8 406 | 8 897 | 10 472 | 11 626 | 12 652 | 12 585 | 14 420 | 14 149 | 14 383 | 14 963 | 14 463 | 15 469 | 14 430 | 14 897 | 15 885 | 15 468 | 14 842 | 14 711 | 14 820 | 15 580 | 17 107 | 37 728 | 40 250 | 40 267 | 38 878 | 37 378 | 35 414 |
| Para los censos de 1962 a 1999 la población legal corresponde a la población sin duplicidades (Fuente: INSEE [Consultar]) |       |       |       |       |       |       |       |        |        |        |        |        |        |        |        |        |        |        |        |        |        |        |        |        |        |        |        |        |        |        |        |        |

## Celebridades
- Aquí falleció Marcelino Champagnat.